# Ross Davis
Ross Davis (...) è un ex atleta paralimpico statunitense, che ha gareggiato nella categoria C3-4/T33/T34.

## Biografia
Affetto da paralisi cerebrale, Ross Davis ha gareggiato in carrozzina, partecipando alle Paralimpiadi di Barcellona 1992, Atlanta 1996 e Sydney 2000, vincendo nove medaglie sulle distanze brevi. A Barcellona ha ottenuto quattro medaglie d'argento (100, 200, 400 e 800 metri piani) ogni volta secondo dietro al connazionale David Larson. Ad Atlanta Davis ha ottenuto un oro nei 100 metri e un bronzo nei 400. A Sydney  ha nuovamente conquistato l'oro nei 100 metri e il bronzo nei 200 e nei 400 metri piani.
Ross Davis, che vive a San Antonio, è divenuto responsabile dei progetti speciali della San Antonio Sport.
Nel 2005 è stato tra i finalisti nella votazione popolare per l'ammissione nella National Track & Field Hall of Fame.

## Palmarès
| Anno | Manifestazione     | Sede       | Evento             | Risultato | Prestazione | Note |
| ---- | ------------------ | ---------- | ------------------ | --------- | ----------- | ---- |
| 1992 | Giochi paralimpici | Barcellona | 100 m piani C3-4   | Argento   | 16"96       |      |
| 1992 | Giochi paralimpici | Barcellona | 200 m piani C3-4   | Argento   | 32"28       |      |
| 1992 | Giochi paralimpici | Barcellona | 400 m piani C3-4   | Argento   | 59"54       |      |
| 1992 | Giochi paralimpici | Barcellona | 800 m piani C3-4   | Argento   | 1'55"98     |      |
| 1996 | Giochi paralimpici | Atlanta    | 100 m piani T33    | Oro       | 16"46       |      |
| 1996 | Giochi paralimpici | Atlanta    | 400 m piani T32-33 | Bronzo    | 55"97       |      |
| 2000 | Giochi paralimpici | Sydney     | 100 m piani T34    | Oro       | 16"38       |      |
| 2000 | Giochi paralimpici | Sydney     | 200 m piani T34    | Bronzo    | 29"49       |      |
| 2000 | Giochi paralimpici | Sydney     | 400 m piani T34    | Bronzo    | 55"90       |      |